# سیارک ۱۳۸۱۸
سیارک ۱۳۸۱۸ (به انگلیسی: 13818 Ullery، نامگذاری:1999RE92) سیزده هزار و هشتصد و هجدهمین سیارک کشف شده‌است که در ۷ سپتامبر ۱۹۹۹ کشف شد.
قدر مطلق سیارک برابر ۱۹.۵ است.